# Палицыны
Палицыны — древний дворянский род.
При подаче документов (31 марта 1686) для внесения рода в Бархатную книгу, были предоставлены: родословная роспись Палицыных с включением росписи служб Андрея Фёдоровича Палицына (1611—1614) и росписи грамот и наказов, данных Палициным (1613—1682).
В Гербовник внесены две фамилии Палицыных:
1. Происходит, по сказаниям старинных родословцев, от выехавшего (1373) из Подолья к великому князю Димитрию Донскому от властелинных и благоплеменитых мужей рода короля Егаила Ольгердовича, Подольской земли воевода пан Ивана Микулаевича, прозванного Палицей, потому, что был весьма силён, храбр и славен действуя в боях железною палицей и ходил с палицей, весом в полтора пуда (18 кг). Пожалован от великого князя честью боярскою и многими вотчинами[2]. (Герб. Часть V. № 26).
2. Потомство новгородца Ивана Богдановича Палицына, за многую службу, за московское осадное сидение пожалованного (1654) грамотою на вотчину (Герб. Часть IX. № 88)[3].

Род Палицыных, разделившийся на 5 ветвей, внесён в VI и II части родословной книги Владимирской, Тверской, Ярославской, Новгородской, Казанской, Калужской, Костромской и Смоленской губерний.

## История рода
Родоначальник Иван Микульевич по прозванию Палица, жалован чином боярина и многими вотчинами. Показан вызванным из Литвы. от властелительных мужей рода Ягайло Ольгердовича († 1430), а отец его Ольгерд († 1377), а посему Палица мог принадлежать к роду Ягайло только. как родственник-современник, но не как потомок его.
Евстафий Палицын убит († 1437) на Белёве в приход царя Махтема. Его имя внесено в синодик московского Большого Успенского собора. для вечного поминовения. Русин Дмитриев и Русин Лихачёв Палицыны, по указу царя Ивана IV Васильевича Грозного (1551), в числе лучших детей боярских, даны подмосковные поместья.
Опричником Ивана Грозного числился Афанасий Иванович Палицын (1573).
В синодик опальных Ивана Грозного записаны: новгородцы Никифор Палицын с женою и тремя детьми, Иван Палицын с женою и двумя сыновьями, Неклюд, Тимофей, Ратман, Григорий, Матвей, Стефан, Григорий, Михаил и Михаил Палицыны.
Палицын Аверкий Иванович (в иноках Аврамий) знаменитый келарь Троицко-Сергиевой лавры († 1627). Андрей Фёдорович Палицын, сподвижник Пожарского.

## Описание гербов

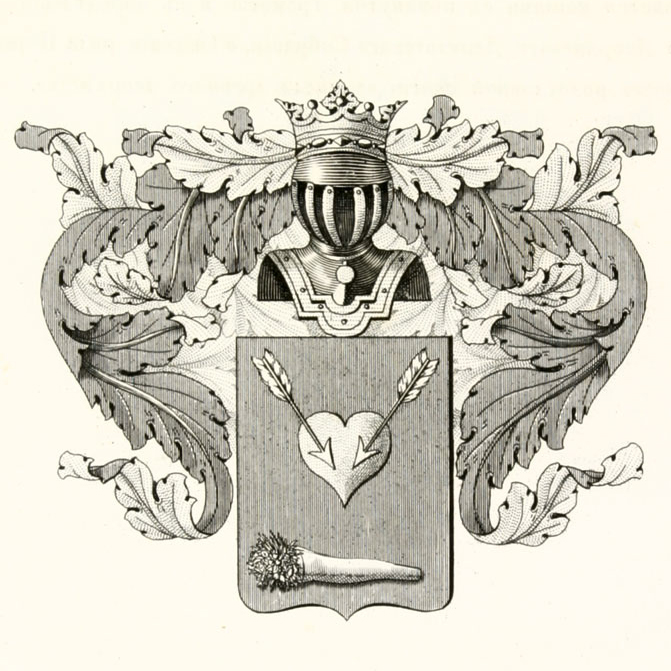
Герб потомства Ивана Богдановича Палицына

#### Герб. Часть V. № 26.
Герб рода Палицыных: щит пересечён. В верхней, красной части, взлетающий белый коронованный орёл с головой вправо, клюв и корона золотые, глаза красные. В нижней, лазуревой части, всадник в латах на белом коне вправо с поднятой палицей.
Щит увенчан дворянским коронованным шлемом. Нашлемник: рука в серебряных латах, вытянутая вверх, держит палицу натурального цвета. Намёт: лазуревый и красный, подложен золотом. Щитодержатели: два золотых льва.

#### Герб. Часть IX. № 88.
Герб потомства Ивана Богдановича Палицына: в щите, имеющем красное поле, находится золотое сердце с двумя вонзёнными стрелами (изм. польский герб Пржияцель), а внизу серебряная палица. Щит увенчан дворянским шлемом и короною. Намёт на щите красный, подложенный золотом.

## Известные представители
- Палицын Северга Иванович сын — воевода в Яренске (1614).
- Палицын Андрей Фёдорович — московский дворянин (1627—1640), сподвижник князя Пожарского, воевода в Муроме (1617—1618), в Мангазее (1629—1631).
- Палицын Игнатий Васильевич — московский дворянин (1640—1668).
- Палицыны: Семён Иванович, Василий Евсеевич, Василий и Фёдор Андреевичи — стольники (1658—1692).
- Палицын Григорий — воевода в Старой-Руссе (1663—1664).
- Палицын Иван — воевода в Коротояке (1665).
- Палицын Осип — дьяк (1676).
- Палицын Осип Андреевич — дьяк (1692), воевода в Верхотурье (1683—1684).
- Палицын Демид Игнатьевич — стряпчий (1692).
- Палицыны: Емельян Максимович, Алексей Богданович, Архип Иванович — московские дворяне (1681—1692).[8][9][10].

- Палицын, Александр:[править]  -  Палицын, Александр Александрович (1741—1816) — адъютант фельдмаршала Румянцева-Задунайского, автор первого украинского перевода «Слова о полку Игореве».
  -  Палицын, Александр Борисович (1758—?) — российский государственный деятель, генерал-майор, действительный статский советник, гражданский губернатор Тамбовской губернии.
  -  Палицын, Александр Степанович (1842—1902) — генерал-лейтенант, старший артиллерийский приёмщик при Главном артиллерийском управлении.
- Палицын, Андрей Фёдорович (конец 1580-х — 1640) — русский военный и государственный деятель первой половины XVII века.
- Палицын, Василий Михайлович (Алексий; 1881—1952) — епископ Русской православной церкви, архиепископ Куйбышевский и Сызранский.
- Палицын, Иван:[править]  -  Палицын, Иван Иванович (1763—1814) — российский командир эпохи наполеоновских войн, генерал-майор.
  -  Палицын, Иван Осипович (1865—1931) — русский, советский дирижёр чешского происхождения, педагог; Заслуженный артист Республики, Герой Труда (1925).
- Палицын, Михаил Яковлевич (1795—1828) — российский военный; участник Наполеоновских войн; генерал-майор.
- Палицын, Степан Михайлович (1806—1887) — декабрист, прапорщик Гвардейского генерального штаба.
- Палицын, Фёдор Фёдорович (1851—1923)  — генерал от инфантерии, член Государственного Совета Российской империи.

- Авраамий (Палицын) — писатель и историк, автор повести об осаде Троицкого монастыря поляками.
- Варлаам (Палицын) — монах Чудова монастыря, русский летописец.